# Henri Decoin
Henri Decoin (París, 18 de marzo de 1890 - Neuilly-sur-Seine, 4 de julio de 1969) fue un guionista y director de cine francés.
Dirigió más de cincuenta películas entre 1933 y 1964. En su juventud fue nadador (campeón de Francia en 1911, récord de Francia en 500 m. libres, participante en los 400 m libres en los Juegos Olímpicos de Londres 1908) y waterpolista (disputó el torneo de water-polo en los Juegos Olímpicos de Estocolmo 1912).

## Biografía
Durante la Primera Guerra Mundial Decoin luchó como piloto de combate. Posteriormente trabajó como periodista deportivo en L'Auto, L'Intransigeant y Paris-Soir. En 1926 publicó su primer libro "Quinze Combats", claramente influido por el dadaísmo, en el que un boxeador ve un combate de forma subjetiva. En 1933 dirigió su primer largometraje: Les requins du pétrole.
Decoin abarcó diversos géneros cinematográficos: adaptaciones de Georges Simenon como Les Inconnus dans la maison (1942) o La Vérité sur Bébé Donge (1952); películas históricas com L'Affaire des poisons (1955) o La Masque de fer (1962); películas de espionaje como La Chatte (1958); películas policíacas como Razzia sur la chnouf (1955) o Le Feu aux poudres (1957); dramas psicológicos como Le Domino vert (1935) o Les amoureux sont seuls au monde (1948); cine negro como Entre onze heures et minuit (1949). En su carrera trabajó con muchas estrellas del cine galo como Jean Marais, Louis Jouvet, Juliette Gréco, Lino Ventura, Corinne Calvet, Anouk Aimée, Jeanne Moreau o Jean Gabin.

## Vida personal
Decoin se casó cuatro veces y tuvo dos hijos: Jacques Decoin (n. 1928– f. 1998) y Didier Decoin (n. 1945). Su segundo matrimonio fue con la actriz francesa Danielle Darrieux.

## Filmografía
| - 1931 - À bas les hommes (cortometraje) - 1933 - Les Requins du pétrole - 1933 - Toboggan - 1933 - Les Bleus du ciel - 1935 - J'aime toutes les femmes - 1935 - Le Domino vert - 1937 - Abus de confiance - 1937 - Mademoiselle ma mère - 1938 - Retour à l'aube - 1939 - Battement de cœur - 1941 - Premier Rendez-vous - 1942 - Les Inconnus dans la maison - 1942 - Mariage d'amour - 1942 - Le Bienfaiteur - 1943 - L'Homme de Londres - 1943 - Je suis avec toi - 1946 - La Fille du diable - 1947 - Non coupable - 1947 - Les Amants du pont Saint-Jean - 1947 - Les amoureux sont seuls au monde - 1948 - Entre onze heures et minuit - 1949 - Au grand balcon - 1950 - Trois Télégrammes - 1951 - Avalanche - 1951 - Clara de Montargis | - 1951 - La Vérité sur Bébé Donge - 1952 - Le Désir et L'Amour - 1952 - Les Amants de Tolède - 1953 - Secrets d'alcôve (codirección) - 1953 - Dortoir des grandes - 1954 - Bonnes à tuer - 1954 - Les Intrigantes - 1955 - Razzia sur la chnouf - 1955 - L'Affaire des poisons - 1957 - Folies-Bergère - 1957 - Le Feu aux poudres - 1957 - Tous peuvent me tuer - 1957 - Charmants Garçons - 1958 - La Chatte - 1958 - Pourquoi viens-tu si tard ? - 1959 - La Chatte sort ses griffes - 1959 - Nathalie, agent secret - 1961 - Tendre et Violente Élisabeth - 1961 - Maléfices - 1961 - La Française et l'Amour (codirección) - 1961 - Le Pavé de Paris - 1962 - Le Masque de fer - 1963 - Noches de Casablanca - 1963 - Les Parias de la gloire - 1964 - Nick Carter va tout casser |